# Szaven-Pahlavuni Szibilla antiochiai fejedelemné
Szaven-Pahlavuni Szibilla (1240 körül – 1290), örményül: Սիբիլ Հեթումյան, arabul: سيبيلا دي أرمينيا, franciául: Sibylle d'Arménie, latinul: Sibylla Armeniae, születése jogán örmény királyi hercegnő, házassága révén Antiochia fejedelemnéje és Tripolisz grófnéja. I. Izabella és I. Hetum örmény királyok lánya. Nevét az anyai nagyanyja, Lusignan Szibilla jeruzsálemi és ciprusi királyi hercegnő után kapta, aki I. Leó örmény király második feleségeként Imre ciprusi király és I. Izabella jeruzsálemi királynő lánya volt. A Szaven-Pahlavuni-dinasztia hetumida ágából származott. II. Leó örmény király húga.

## Élete
I. Izabella örmény királynő és I. Hetum örmény király lánya volt. 1254 júniusában vagy októberében ment feleségül VI. Bohemund (1237–1275) antiochiai fejedelemhez, akinek négy gyermeket szült.
1268-ban az egyiptomi seregek elfoglalták az Antiochiai Fejedelemséget. Az uralkodócsalád ekkor a szomszédos Tripoliszi Grófság székhelyén, Tripoliszban rendezkedett be, mivel 1187 óta az antiochiai fejedelmek a Tripolisz grófja címét is viselték.
1275. március 11-én, május 11-én vagy júliusában meghalt a férje, VI. Bohemond, és átvette a régensséget kiskorú fia, VII. Bohemund nevében, amíg az el nem érte a nagykorúságot.
1287. október 19-én azonban a fia, VII. Bohemund (1260/62–1287) gyermektelenül meghalt, és a lánya, Lúcia megörökölte a Tripoliszi Grófságot, valamint az antiochiai fejedelmi címet. Lúcia ekkor a Nápolyi (Szicíliai) Királyságban tartózkodott, így Szibilla özvegy fejedelemnének ajánlották fel a kormányzást, aki már fia kiskorúsága idején is vitte a kormányrudat, de nézeteltérés alakult ki a fejedelemné és a város vezetése között, ezért Szibilla lemondott a hatalomról, és hazájába, Örményországba távozott, ahol 1290-ben meghalt.

## Gyermekei
- Férjétől, VI. Bohemund (1237–1275) antiochiai fejedelemtől és tripoliszti gróftól, 4 gyermek: 
  - Izabella (?–fiatalon)
  - Bohemund (1260/62–1287) címzetes antiochiai fejedelem és Tripolisz grófja, felesége Brienne-i Margit (–1328), Brienne-i Lajosnak, Beaumont-en-Maine algrófjának a lányaként I. János jeruzsálemi király unokája, gyermekek nem születtek
  - Lúcia (1265 körül–1299), Antiochiai címzetes fejedelemnője és Tripolisz grófnője, férje II. Narjot de Toucy (1250 körül–1293), Laterza ura, Morea és Durazzo főkapitánya, a Szicíliai (Nápolyi) Királyság tengernagya, 1 fiú:
    - I. Fülöp  (1285 körül – 1300. január 17. után) címzetes antiochiai fejedelem, jegyese Anjou Eleonóra (1289–1341) nápolyi királyi hercegnő, II. Károly nápolyi király és Árpád-házi Mária magyar királyi hercegnő lánya, később feleségül ment II. Frigyes szicíliai királyhoz.

  - Mária (–1280 előtt), férje Saint-Omer-i II. Miklós thébai úr (–1294), Magyarországi Margit bizánci császárné unokája, gyermekek nem születtek